# Vorupør Boldklub
Vorupør Boldklub er en fodboldklub i Nørre Vorupør i Thy, som blev stiftet i 1930.
I klubben er der flere seniorhold.
Medlemmerne i Vorupør Boldklub arrangerer hvert år den populære Strandfest i Nørre Vorupør.
I 2002 vendte Vorupør Boldklub tilbage til Serie 3 for første gang siden 1980'erne.
Den tidligere Superligaprofil Morten Poulsen startede med at spille fodbold i Vorupør Boldklub.
Fra 2012 er herreseniorafdelingen i Vorupør Boldklub slået sammen med Klitmøller IF. Samarbejdet blev opløst i november 2019. I perioden nåede man at spille holdet op i serie 1, hvor man sammen med Thisted bar de 2 stærkeste hold i Thy.
Fra 2020 fortsætter Vorupør BK fortsætter i eget navn.